# Die sieben Brüder (Roman)

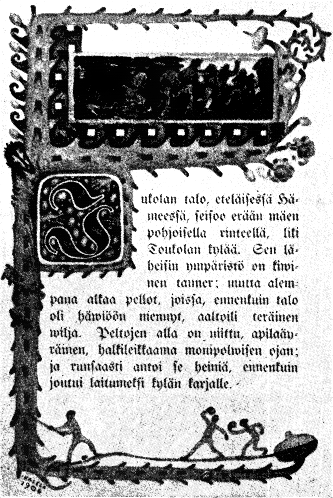
Erste Seite einer finnischen Ausgabe

Die sieben Brüder (finnisch: Seitsemän veljestä) ist der einzige Roman des finnischen Schriftstellers Aleksis Kivi (1834–1872). Er ist teils noch der nationalen Romantik verhaftet, verweist aber sprachlich und stilistisch sowie durch die Grausamkeit vieler Szenen bereits auf den Realismus. Das Werk, das „auf den ersten Blick wie eine lustige Volkssage daher [kommt], dramaturgisch dazu recht unbeholfen und zuweilen mit erheblichen Längen“, gilt dennoch als das bedeutendste Werk der finnischsprachigen Literatur.
Kivi begann die Arbeit an dem Roman in den frühen 1860er Jahren. 1863 wurde die finnische Sprache offiziell anerkannt. Das Werk wurde 1870 zunächst in vier Folgen einer Abonnementszeitschrift und 1873 in Buchform veröffentlicht. Die Veröffentlichung fiel in Finnland auf das Ende der Ära der Vorherrschaft der schwedischsprachigen Literatur, angeführt von Schriftstellern wie Johan Ludvig Runeberg. Kivi erlebte den Erfolg seines Romans nicht mehr. Von Zeitgenossen wurde das Werk stark kritisiert, auch weil es ein falsches Bild der Finnen abgebe; daher wurde die Zeitschriftenauflage zurückgezogen. Der Schriftsteller August Ahlqvist bezeichnete das Werk nicht nur wegen der verwendeten Volkssprache als „eine lächerliche Arbeit und ein[en] Schandfleck der finnischen Literatur“. Die jungen Männer sind nämlich sämtlich Analphabeten und zeigen sich anfangs, mit zwei Ausnahmen (Lauri und Eero), als angeberischer, streitsüchtiger und gewalttätiger Haufen, der keine Gelegenheit auslässt, eigenes und fremdes Eigentum zu zerstören. Auch der brutale Umgang mit den Tieren des Waldes zeugt von einer wenig harmonischen Beziehung zur Natur. Zudem sind die in den Roman eingebauten märchenhaften Binnenerzählungen von einer häufig ins Absurde kippenden Brutalität, wobei die Gewaltdarstellungen immer ironisch abgeschwächt sind.

## Handlung
Die Handlung des Romans spielt in der ersten Hälfte des 19. Jahrhunderts. Kivi erzählt darin die Geschichte der sieben auf dem Hof Jukola am Fuße des fiktiven Berges Impivaara lebenden Brüder, die nach dem Tod ihrer Eltern einem regelkonformen Leben entfliehen und in der Wildnis als Jäger die Jugend ausleben. Der Grund für die Flucht ist zunächst der Druck der lutherischen Kirche, dass jeder den Katechismus (in finnischer Sprache, andere Druckerzeugnisse gab es nur in schwedischer Sprache) lesen und auswendig können müsse. Alle Heiratswilligen mussten sich einer obligatorischen Katechismus-Prüfung unterziehen, um am Abendmahl teilnehmen zu dürfen. Letztlich ist es jedoch der instinktive Widerstand gegen die Ungerechtigkeiten der Gesellschaft und die starren Regeln der dörflichen Gemeinschaft, der zu ihrer  zivilisationsverweigernden Haltung führt.
Nach zehn Jahren härtester Arbeit beim Roden von Wäldern, Bestellen neu angelegter Felder und Bauen von Blockhäusern sowie nach gefährlichen Abenteuern kehren sie unter Vermittlung des Kantors wieder in das Heimatdorf zurückkehren, wo sie ein sittsames Leben aufnehmen und Familien gründen. Zuvor werden sie aber mit rauen Methoden vom Kantor alphabetisiert. Eero übernimmt dabei eine Lehrerrolle. Sein weiteres Leben verweist darauf, dass aus den dörflichen Wurzeln künftig auch Gelehrte hervorgehen werden.
Der Text hat einen heterodiegetischen Ich-Erzähler, der jedoch nur selten in Erscheinung tritt und, hauptsächlich in der zweiten Hälfte, die Ereignisse moralisch deutet. Die Wendung ins Gute, die die Entwicklung der Figuren in der zweiten Hälfte des Romans nimmt, entspringt mehr der moralisch-idealistischen Erzählerabsicht als der – durchaus vorhandenen – Notwendigkeit der Romanhandlung. Der Handlungsablauf besteht hauptsächlich aus dichten Dialogen mit ohne Erzählführung durch Doppelpunkt eingeleiteten Sprechern. Die erzählenden Passagen zwischen den Dialogen weisen mehrere Zeitraffungen und Zeitsprünge auf. Immer wieder werden Bezüge zur finnischen Mythologie hergestellt, so auf die Figur des Kullervo aus dem Kalevala-Epos.

### Die sieben Brüder
In den zahlreichen Dialogen werden die unterschiedlichen Charaktereigenschaften der Brüder und ihre im Lauf der Jahre immer ausgeprägtere Entwicklung subtil verdeutlicht.

Die Köpfe der sieben Brüder bilden das Wappen der Gemeinde Nurmijärvi im Süden Finnlands, dem Geburtsort Kivis

- Juhani – mit 25 Jahren der älteste der Brüder, ein Großmaul und Dickkopf. Die Gestaltung dieser Figur ist von Cervantes’ Don Quijote beeinflusst.
- Aapo – bedächtig und friedliebend, ein vorzüglicher Geschichtenerzähler mit Hang zum Moralisieren. Die von ihm vorgetragenen Binnenerzählungen verbinden Naturmystik mit der finnischen Mythologie.
- Tuomas – Zwillingsbruder von Aapo, der stärkste der Brüder
- Simeoni – trinksüchtig, aber auch religiös und sittenstreng
- Timo – einfältig, aber offenherzig
- Lauri – Zwillingsbruder von Timo, Naturfreund, ein künstlerisch inspirierter introvertierter Einzelgänger und metaphysischer Denker. Kivis Biographen sehen in dieser Figur eine Selbstbeschreibung des Autors.[4]
- Eero – mit 18 Jahren der jüngste Bruder, intelligent, frech und mit Juhani zerstritten

## Rezeption
Die sieben Brüder wurde in über 30 Sprachen übersetzt, zuerst 1901 ins Schwedische. Die erste vollständige deutsche Übersetzung von Gustav Schmidt erschien 1921. Das 5. Kapitel des Romans hatte Schmidt bereits 1901 übersetzt. Damals herrschte in Deutschland ein starkes Interesse, Finnland und die finnische Sprache als Vorposten des Westens gegen die Russifizierungspolitik zu stützen. Nach 1918 entstand als Folge der finnischen Unabhängigkeit erneut eine große Aufmerksamkeit für die Literatur der jungen Nation. Weitere deutsche Übersetzungen folgten 1935 und 1947. 1950 erschien im Manesse Verlag eine neue deutsche Ausgabe in der Übersetzung von Edzard Schaper, der versuchte, den volkstümlich-naiven bis altväterlichen Tonfall zu treffen und sich dabei einige Freiheiten erlaubt. Der Roman wurde mehrfach dramatisiert und 1939 verfilmt. Armas Launis vertonte den Stoff in der 1913 in Helsinki uraufgeführten komischen Oper Seitsemän veljestä.

## Sonstiges
Jukola ist der Name eines jährlich in Finnland ausgetragenen Staffellaufs im Orientierungslauf. Eine Staffel besteht dabei aus sieben Strecken für Männer bzw. vier für Frauen (Venla). Der Staffellauf wurde durch den Roman inspiriert. Beide Namen, Jukola und Venla, gehen auf den Roman zurück.